# 王喜敬
王 喜敬（ワン・ヒギョン、朝鮮語: 왕희경、1970年7月16日 - ）は、大韓民国のアーチェリー選手。

## 経歴
1970年7月16日、慶尚南道鎮海市（現在の昌原市鎮海区）に生まれた。

## ウェブリンク
- 王喜敬 - 世界アーチェリー連盟
- 王喜敬 - Sports Reference
- 産経新聞社 インタビュー記事